# The Evil That Men Do
A The Evil That Men Do az Iron Maiden brit heavy metal együttes 1988-as Seventh Son of a Seventh Son című albumának második kislemezes dala, mely a brit slágerlistán az 5. helyig jutott. 1990-ben a The First Ten Years box set részeként adták ki újra a kislemezt CD-n.

## Története
A kislemez megjelenésének idején, 1988. augusztusában, az együttes a Seventh Tour of a Seventh Tour lemezbemutató turné három hónapja tartó amerikai szakaszának vége felé járt. Az albumról kiadott első kislemezes dalhoz hasonlóan a The Evil That Men Do is a Smith-Dickinson-Harris hármas közös szerzeménye. A dal címe utalás Marcus Antoniusnak Caesar meggyilkolása után a rómaiakhoz intézett beszédére Shakespeare Julius Caesar című drámájából (3. felvonás, 2. szín: "A fórum"): „The evil that men do lives after them; The good is oft interred with their bones.” („A rossz, mit ember tesz, túl éli őt; A jó gyakorta sírba száll vele.”) Bruce Dickinson énekes koncerteken gyakran elmondja ezt az idézetet a dal felkonferálásakor, csak felcserélve a sorokat, mint például a Rock in Rio koncertalbumon is. A dalszövegnek mellesleg nincs köze Shakespeare színművéhez.
A dal gitárszólóját,a dalszerző Adrian Smith játssza, az ő távollétében pedig Janick Gers játszotta 1990-99 között. Azóta a két gitáros duettben játssza a betétet.
A kislemez megjelent 7 inches és 12 inches formátumban is. Mindkét verzió B-oldalára régebbi Iron Maiden-dalok 1988-as, újra feljátszott változatait tették. A rövidebb játékidejű 7"-es kislemezre a Prowler, míg a 12"-es maxi single lemezre a Prowler és a Charlotte the Harlot került fel. Mindkét dal eredetileg az Iron Maiden 1980-as bemutatkozó albumán volt hallható Paul Di’Anno énekével.
A Seventh Son of a Seventh Son albumhoz kiadott kislemezek borítóin Derek Riggs grafikus a megszokottól eltérő, szürreális módon ábrázolta Eddie-t. A The Evil That Men Do borítóján Eddie vicsorgó feje egy sötét füstfelhőben rajzolódik ki, feje tetején egy ördög ül, aki egy pecsétes szerződést lobogtat. Az ördög denevérszárnyai villámokból rajzolódnak ki. Eddie szájában, rácsok mögött, egy üvöltő emberi lény látható. Eddie fején kígyók tekeregnek, hasonlóan mint a görög mitológiában a gorgók fején.
A The Evil That Men Do kislemez 7 hétig szerepelt a brit slágerlistán, és legjobb helyezése az 5. hely volt. A címadó dalhoz az amerikai lemezbemutató turné június 12-i állomásán, Inglewoodban, a Forumban készült egy koncertklip.

## Számlista
7" kislemez
1. The Evil That Men Do (Adrian Smith, Bruce Dickinson, Steve Harris) – 4:33
2. Prowler ’88  (Harris) – 4:06

12" kislemez
1. The Evil That Men Do (Smith, Dickinson, Harris) – 4:33
2. Prowler ’88  (Harris) – 4:06
3. Charlotte the Harlot ’88  (Murray) – 4:11

## Közreműködők
- Bruce Dickinson – ének
- Dave Murray – gitár
- Adrian Smith – gitár
- Steve Harris – basszusgitár
- Nicko McBrain – dobok